# Gustaf Adam Taube

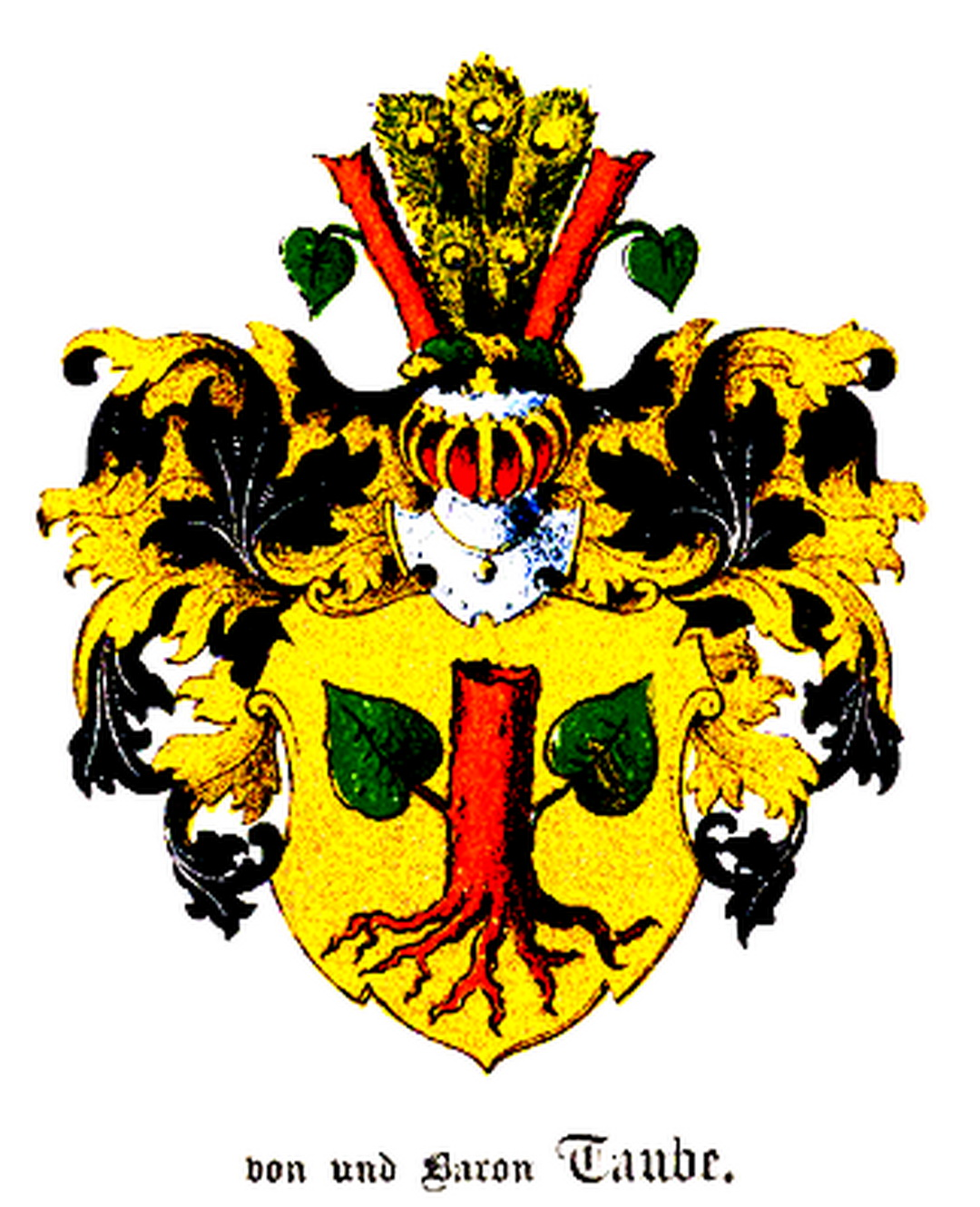
Stammwappen des Adelsgeschlechts „von Taube“ (Baltisches Wappenbuch 1882)

Gustaf Adam Taube (Deutsch: Gustav Adam von Taube; * 1. Dezember 1673; † 14. Oktober 1732 in Stockholm) war ein schwedischer Reichsrat und Feldmarschall.

## Leben
Taube entstammte der Freiherrlichen estländischen Linie Kudding des deutsch-baltischen Adelsgeschlechts von Taube. Seine Eltern waren der schwedische Generalmajor und Generalgouverneur in Ingermanland Jakob Johan Taube, Freiherr auf Kudding (1624–1695) und Freiin Maria Horn af Marienborg (1642–1695), Tochter des schwedischen Feldmarschalls und Generalgouverneurs Freiherr Gustaf Evertsson Horn.
Er begann bereits 1684 seine Laufbahn als Kornet. 1689 stand er als Leutnant beim Garnisons-Regiment in Stade und wurde im Jahre 1700 Adjutant des schwedischen Generals der Kavallerie bei der Armee in Livland. 1703 führte er im Rang eines Obersts als Chef ein Dragoner-Regiment, 1710 wechselte er zum Östgöta Kavallerie-Regiment, ein Vierteljahr später zum Skåne Dragoner-Regiment, avancierte dann 1711 zum Generalleutnant und wurde 1712 nach Pommern versetzt. Als Gouverneur von Wismar fand er 1713 Verwendung, bevor er im Folgejahr in gleicher Stellung nach Stockholm wechselte.
Taube nahm auf schwedischer Seite am Großen Nordischen Krieg teil, geriet bei Poltawa nach einer Verwundung am Arm kurzzeitig in Gefangenschaft, stand aber vor Helsingborg bereits wieder im Felde. 1718 wurde er als Reichsrat berufen, am 17. April 1719 in den schwedischen Grafenstand gehoben und am 19. Juni 1719 in den Rang eines Feldmarschalls befördert. Taube wurde 1719 auch zum Generalgouverneur von Estland ernannt – trat sein Amt jedoch nie an. 1732 war er kurzzeitig Eigentümer von Schloss Krapperup.

## Familie
Taube war mit Anna Dorothea von Fersen (1670–1752), einer Halbschwester von Graf Reinhold Johan von Fersen, vermählt. Aus der Ehe gingen drei Töchter und ein Sohn hervor:
1. Anna Charlotta Taube (1696–1728) ⚭ 1727 Robert Muhl (1683–1760), schwedischer Generalleutnant[2]
2. Anna Magdalena Taube (1697–1770) ⚭ 1722 Freiherr Bernd Wilhelm von Lieven (1685–1771), schwedischer Generalleutnant
3. Hans Heinrich Taube von Kudding (1698–1766), schwedischer Generaladjutant und Hofmarschall ⚭ 1721 Freiin Barbara Fredrika von Albedyll
4. Johanna Taube (1702–1773) ⚭ 1724 Johan Georg Schmiterlöw (1686–1729), schwedischer Oberst[3]

Die von ihm gestiftete gräfliche Linie wurde unter Nr. 62 bei der Grafenklasse der schwedischen Ritterschaft introduziert, ist jedoch um 1900 im Mannesstamm erloschen.